# Jimmy « Bo » Horne
Jimmy « Bo » Horne, de son vrai nom Jimmie Horace Horne, Jr., né le 28 septembre 1949 à West Palm Beach en Floride, est un musicien et chanteur américain.

## Discographie
- 1978 : Dance accross the floor
- 1978 : Let me (Let me be your lover)
- 1978 : Spank